# سفارة شمال مقدونيا في بلغاريا
سفارة شمال مقدونيا في بلغاريا هي أرفع تمثيل دبلوماسي لدولة شمال مقدونيا لدى بلغاريا. تقع السفارة في Stolichna Municipality ‏ وهي تهدف لتعزيز المصالح الشمال مقدونية في بلغاريا.

## وصلات خارجية
- قائمة سفارات شمال مقدونيا
- قائمة السفارات في بلغاريا